# Aeduella blainvillei
Aeduella blainvillei Westoll, 1937 è un pesce osseo estinto, appartenente agli aeduelliformi. Visse tra il Carbonifero superiore e il Permiano inferiore (circa 305 - 295 milioni di anni fa) e i suoi resti fossili sono stati ritrovati in Europa.

## Descrizione
Questo pesce era di dimensioni medio-piccole, e la lunghezza era compresa tra i 5 e i 20 centimetri. Il corpo era piuttosto compatto ma fusiforme, ricoperto di scaglie ganoidi embricate che si protendevano fino al lobo superiore della coda, più largo e più lungo rispetto a quello inferiore. Aeduella possedeva una sola pinna dorsale, posizionata più avanti rispetto a quella anale. Le pinne ventrali erano di dimensioni ridotte, ed erano tutte bordate anteriormente da una serie di punte oblique simili a lamine, note come fulcri.
Aeduella e le forme simili possedevano una particolare caratteristica delle fauci: l'osso mascellare era cresciuto verso il basso fino a coprire la base dei denti. Vi era inoltre un gran numero di ossa postorbitali e il preopercolo era di dimensioni ridotte. Le scaglie laterali presenti sui fianchi erano più alte rispetto alle altre. Gli elementi dei lepidotrichi erano corti, larghi e a sutura sigmoidale. La linea laterale principale si estendeva, in alcuni esemplari, oltre l'inversione caudale della fila verticale di scaglie; una breve linea laterale accessoria era presente sul dorso del cranio, nella parte posteriore. 

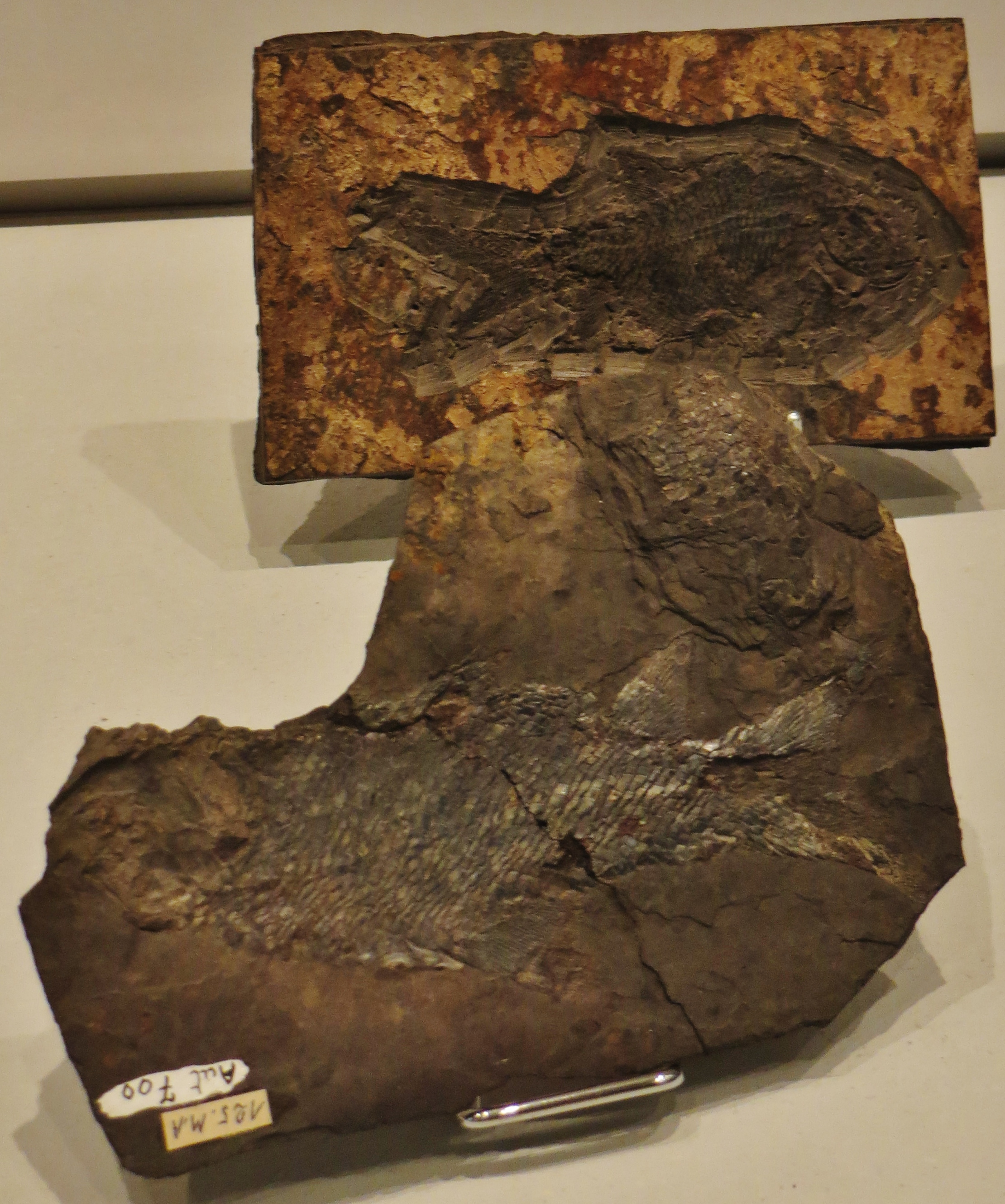
Fossili di Aeduella blainvillei provenienti da Autun

## Classificazione
Questo animale è stato descritto per la prima volta nel 1833 da Louis Agassiz, che lo denominò Palaeoniscus blainvillei. Solo nel 1937 una ridescrizione dei paleoniscidi operata da Westoll permise di riconoscere caratteristiche sufficienti a classificare questi esemplari in un genere a sé stante, Aeduella.
Aeduella blainvillei è noto principalmente per i numerosi esemplari ritrovati nei giacimenti francesi di Montceau-les-Mines (fine Carbonifero) e di Autun (inizio Permiano), ma altri esemplari attribuiti al genere Aeduella sono stati ritrovati in Germania, Svizzera e Repubblica Ceca. Aeduella è stato originariamente attribuito ai paleonisciformi, un grande gruppo di pesci ossei primitivi raggruppante numerose forme basali, in seguito considerato polifiletico. Aeduella e le forme simili vennero quindi attribuite a un ordine separato, gli aeduelliformi (Aeduelliformes), descritti nel 1969 da Heyler e caratterizzati da una struttura particolare della mascella e del cranio. Tra le forme molto simili, sono da ricordare Bourbonnella e Platysella, anch'esse ritrovate in Francia. Il genere Canobius, dalla morfologia analoga, è in realtà posto su una differente linea evolutiva, così come Igornichthys. 

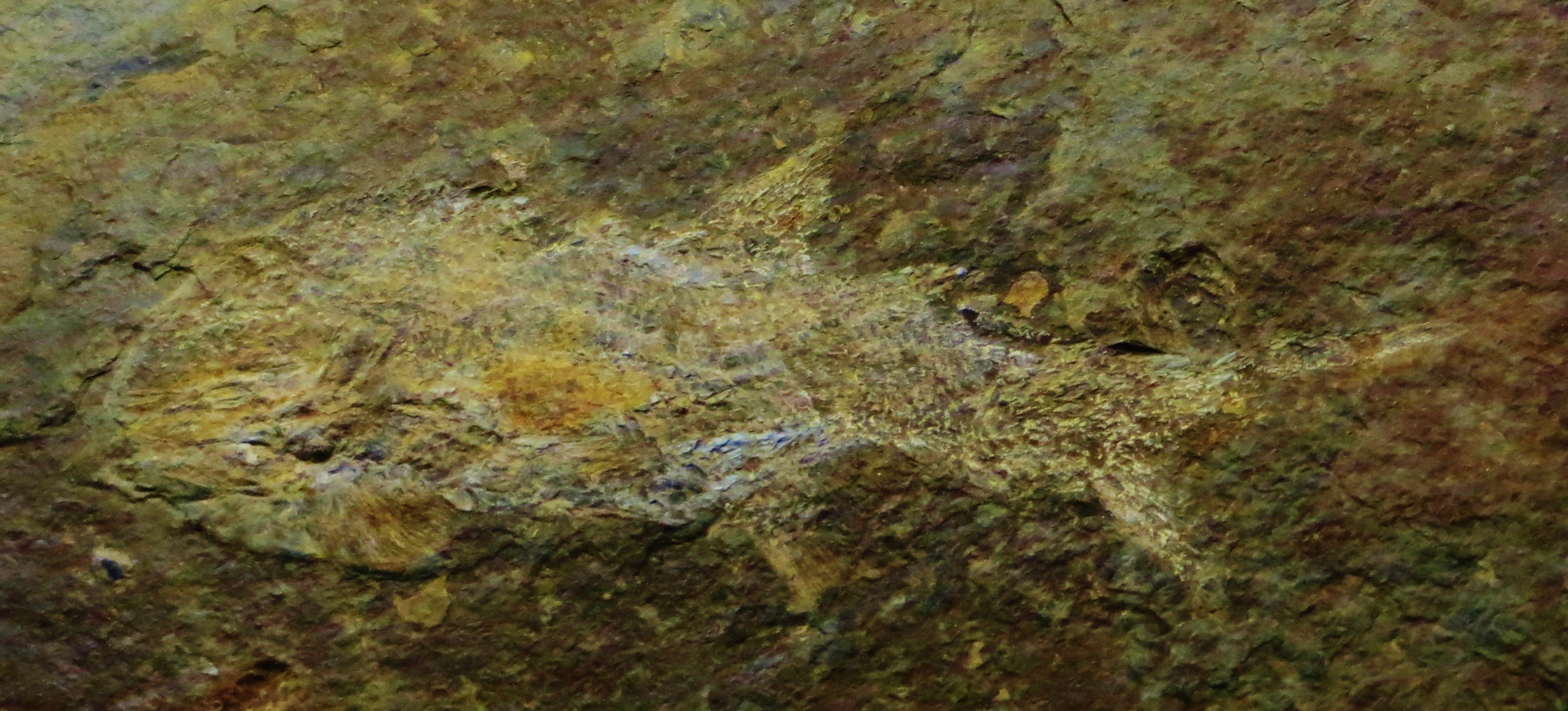
Fossile di Aeduella sp. proveniente dalla Germania

## Paleoecologia
Aeduella era un piccolo pesce d'acqua dolce, tipica preda di animali più grandi quali anfibi temnospondili (ad esempio Actinodon) e squali arcaici (ad esempio Expleuracanthus).